# Arnbruck
Arnbruck je obec v německé spolkové zemi Bavorsko, ve vládním obvodu Dolní Bavorsko. Má zhruba 1938 obyvatel (2013).
Arnbruck leží v Bavorském lese, 37 km od českých hranic.